# Sclerocactus polyancistrus
Sclerocactus polyancistrus es una especie de planta de flores de la familia Cactaceae. 

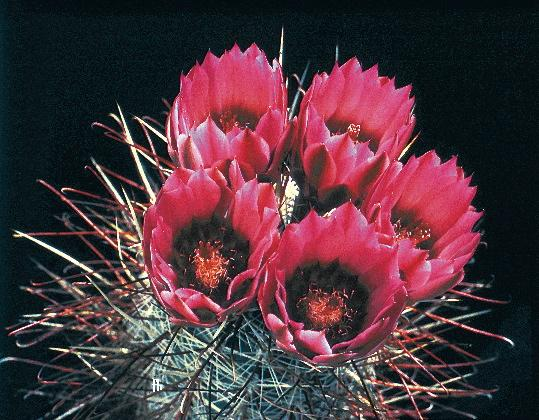
Flores

## Distribución y hábitat
Es endémica de  Estados Unidos en California y Nevada. Su hábitat natural son los áridos desiertos.  Es una especie rara en la vida silvestre.  Se encuentra en el desierto de Mojave y la Gran Cuenca  en California y Nevada donde se extiende a altitudes 500-2600 metros. Crece en colinas bajas en el típico desierto  en los bosques abiertos de pino-enebro y se asocia con Sclerocactus nyensis, Echinocactus polycephalus, especies de Micropuntia, Escobaria vivipara var. desertii, Echinocereus engelmannii, Yucca brevifolia y Opuntia

## Descripción
Es una planta perenne carnosa y globosa-cilíndrica con la hojas armadas de espinos, de color verde y con las flores de color púrpura y rojo. 

## Taxonomía
Sclerocactus polyancistrus fue descrita por (Engelm. & J.M.Bigelow) Britton & Rose y publicado en The Cactaceae; descriptions and illustrations of plants of the cactus family 3: 213. 1922.
Etimología
Sclerocactus: nombre genérico que deriva del griego y significa "cacto duro o cruel" y es una referencia a las espinas ganchudas que se adhieren firmemente a lo que tenga contacto con ellas.
polyancistrus: epíteto latíno 
Sinonimia
- Echinocactus polyancistrus
- Pediocactus polyancistrus
- Ferocactus polyancistrus[4]